# Przerwana linia życia
Przerwana linia życia – album zespołu Verba, wydany 26 maja 2017 nakładem wytwórni muzycznej My Music. Płyta oficjalnie zawiera 14 utworów, natomiast wersja udostępniona w przedsprzedaży zawierała trzy bonusowe piosenki: "Dlaczego miłość musi boleć?", "Pomyłka", "Uwierz w siebie".
Płyta dotarła do 4. miejsca polskiej listy przebojów OLiS.

## Lista utworów
Opracowano na podstawie materiału źródłowego.
| Nr  | Tytuł utworu                     | Długość |
| --- | -------------------------------- | ------- |
| 1.  | „Fałszywa przyjaciółko”          | 3:00    |
| 2.  | „Kocham Cię i czekam”            | 3:04    |
| 3.  | „Bez Ciebie wszystko traci sens” | 3:16    |
| 4.  | „Po zerwaniu”                    | 2:25    |
| 5.  | „Friend Zone”                    | 2:56    |
| 6.  | „Teraz z Tobą być”               | 3:07    |
| 7.  | „Naiwna”                         | 3:30    |
| 8.  | „Nieodwzajemniona miłość”        | 3:09    |
| 9.  | „Frajer”                         | 3:00    |
| 10. | „Niezniszczalna miłość”          | 3:53    |
| 11. | „Młode wilki 13”                 | 3:39    |
| 12. | „Zakochałem się nieodwracalnie”  | 3:53    |
| 13. | „Nigdy więcej”                   | 3:24    |
| 14. | „Wakacyjna miłość”               | 3:06    |
|     |                                  | 45:22   |

- TYLKO W WERSJI PREORDER:
  - Dlaczego miłość musi boleć? (3:16)
  - Pomyłka (2:35)
  - Uwierz w siebie (2:59)